# Рагузов Василь Якович
Василь Якович Рагузов (рос. Василий Яковлевич Рагузов; нар. 1927, Росія — пом. лютий 1955, Казахстан) — комсомолець, студент Львівського політехнічного інституту, який загинув під час степової заметілі у Казахстані, коли освоював цілинні землі. У 1979—1991 роках його ім'я мала вулиця у Львові, на будинку, де він мешкав, встановлено меморіальну таблицю.

## Життєпис
Народився на березі Волги. Мати померла у 1930 році, батько у 1933 році. Спочатку мешкав у тітки, згодом у Сталінграді у дитячому приймальнику. До дитячого будинку спеціального призначення імені В. І. Леніна селища Рудня (нині Волгоградська область) прибув у 1935 році. Василь володів дивовижними здібностями, користувався авторитетом серед вихованців і одним з перших вступив до лав ВЛКСМ. Протягом усіх років навчання в школі Рагузов був одним з кращих учнів, щорічно нагороджувався грамотами та похвальними листками. 1942 року закінчив семирічку. Після звільнення Рудні у 1944 році Рагузов звернувся до військкомату із заявою про вступ до Харківського військового авіаційно-технічного училища, але у військкоматі йому було відмовлено через надто юний вік. Після цього він повернувся назад до дитячого будинку, закінчив навчання і навесні 1945 року отримав шкільний атестат. 
Рік провчився в Харківському авіаційному інституті, але не сподобалося. Вступив на архітектурний факультет інженерного будівництва Львівського політехнічного інституту. Під час навчання одружився, народилося двоє синів. Родина мешкала на вулиці Гончарова, 15 (нині вулиця Кубійовича). Важке матеріальне становище не дозволило Василю навчатися далі, і у 1951 році він перевівся на заочне відділення. Працював лаборантом при військовій кафедрі вишу. Не закінчивши навчання, 9 березня 1954 року поїхав на освоєння цілинних земель до Казахстану, дружина Серафима Василівна з дітьми залишилася у Львові. Працював прорабом у радгоспі «Київський» (нині село Київське, Жаксинський район, Акмолинська область). У лютому 1955 року колона вантажівок, в якій їхав Рагузов, перевозила зі станції будматеріали для радгоспу, але потрапила у кількаденний буран і зупинилася. Василь у 40-градусний мороз пішов пішки до радгоспу за підмогою, до якого було 30 км, але заблукав і замерз. Перед смертю написав у записнику коротку записку дружині і дітям, де було сказано, що «найголовніше — треба бути в житті людиною. Цілую вас, дорогі мої, міцно. Ваш батько». Його тіло знайшли у квітні після танення снігів біля підніжжя сопки, яка тепер зветься Рагузівською, там його й поховали. Він не дійшов до села 2—3 км. 
Широкої популярності набув після виходу книжки Леоніда Брежнєва «Цілина», де той описує обставини загибелі Рагузова і його передсмертний лист дружині і дітям.
У радгоспі «Київський» на його честь також названа вулиця, встановлений пам'ятник і відкритий музей.
В центрі селища Рудня був закладений парк імені Василя Рагузова та встановлений пам'ятник.
Родина Василя Яковича Рагузова мешкає у Львові. Його сини Олександр та Володимир закінчили львівський політехнічний інститут. У них вже свої родини. У Володимира також двоє синів — Сергій та Віктор.